# Carlos Newton Júnior
Carlos Newton de Souza Lima Júnior, mais conhecido como Carlos Newton Júnior (Recife, 7 de setembro de 1966) é um poeta, ficcionista, ensaísta e professor universitário brasileiro.

## Infância e educação
Nasceu em Recife, Pernambuco, em 7 de setembro de 1966. Durante a infância e a adolescência, residiu em várias cidades brasileiras, devido às constantes transferências do seu pai, por motivos de trabalho. Além de Recife e Olinda, morou em Natal (RN), Salvador (BA), Campo Grande (MS) e São Paulo (SP). De família católica, seus estudos quase sempre foram feitos em colégios católicos: São José (Salvador), Salesiano (Natal), Dom Bosco (Campo Grande) e Academia Santa Gertrudes (Olinda).
Ingressa, em 1984, no curso de Arquitetura da Universidade Federal de Pernambuco, formando-se em 1988. É durante o curso de Arquitetura que conhece o escritor Ariano Suassuna, então professor de Estética, de quem se tornará grande amigo e que o influenciará na decisão de seguir as carreiras de professor e de escritor.
Com o tempo, Carlos se aprofunda na obra de Ariano, escrevendo, sobre ela, diversos livros e artigos. Ingressa no curso de História da Universidade Católica de Pernambuco, em 1986, formando-se em 1989, ano em que também conclui especialização em Teoria da Arte (Artes Plásticas) na UFPE. Em janeiro de 1990, volta a residir em Natal, iniciando sua carreira docente no Departamento de Arquitetura da Universidade Federal do Rio Grande do Norte, instituição à qual ficará ligado até o final de 2008. É em Natal que dá início à sua vida literária, através de um conto publicado no jornal O Galo, da Fundação José Augusto.
Ainda em Natal, exerce, por três mandatos, a presidência da Cooperativa Cultural Universitária do RN Ltda., além de outros cargos da administração universitária. Torna-se mestre em Literatura Comparada (UFRN, 1996) e doutor em Literatura Brasileira (UFPE, 2002). Em 2007, a convite de Ariano Suassuna, que então assumira a Secretaria de Cultura do Estado de Pernambuco, no Governo de Eduardo Campos, volta a residir em Recife, assumindo a Diretoria de Literatura e Artes da Secretaria de Cultura. Em 2008, transfere-se para a Universidade Federal de Pernambuco, ficando lotado no Departamento de Teoria da Arte e Expressão Artística.

## Carreira
No campo da poesia, estreia com O homem só e outros poemas (1993), livro que revela certas vacilações de juventude, mas é bem aceito pela crítica local, recebendo artigos elogiosos, entre outros, de Veríssimo de Melo . Publica, 6 anos depois, Canudos: poema dos quinhentos (1999), livro em que Ariano Suassuna encontra, segundo suas próprias palavras, “alguns sonetos que são dos mais belos que já li em língua portuguesa”.
A partir de  Poeta em Londres(2005), sua poesia torna-se visivelmente mais pessoal, confirmando o nível de maturidade que já o credenciara a figurar na antologiaPoesía brasileira hoxe, organizada por Alexei Bueno e publicada em Santiago de Compostela, Galicia, em 2004. É autor de vários livros, entre os quaisA ilha Baratária e a ilha Brasil (1996),Honorato, o Bom-Deveras (1998), O pai, o exílio e o reino: a poesia armorial de Ariano Suassuna (1999),O quinto naipe do baralho (2002),Nóstos (2002),Vida de Quaderna e Simão (2003),De mãos dadas aos caboclos (2008) e Ofício de sapateiro (2011).
Organizou e prefaciou, entre outros livros, a poesia reunida de Ariano Suassuna (Poemas. Recife: UFPE, 1999), o álbum iconográfico Portal da memória, alusivo ao 45º aniversário da Universidade Federal do Rio Grande do Norte (Brasília: Senado Federal, 2005), o Almanaque armorial, de Ariano Suassuna (Rio de Janeiro: José Olympio, 2008), a poesia reunida de Paulo de Tarso Correia de Melo (Talhe rupestre. Natal: UFRN, 2008), a antologia O cangaço na poesia brasileira (São Paulo: Escrituras, 2009) e o Caderno de pintura, de Walmir Ayala (Recife: Cepe, 2014).
Foi o responsável pelo estabelecimento de texto, prefácio e notas da mais recente edição do Itinerário de Pasárgada, de Manuel Bandeira (São Paulo: Global, 2012). Prefaciou, para as Edições BestBolso, do Rio de Janeiro, vários clássicos da literatura brasileira: Dom Casmurro, de Machado de Assis; Triste fim de Policarpo Quaresma, de Lima Barreto; Iracema e Til, de José de Alencar; A moreninha, de Joaquim Manuel de Macedo. Publicou dezenas de ensaios e artigos sobre literatura, artes plásticas e teatro, em revistas e jornais de todo o país (Cadernos de Literatura Brasileira, Continente Sul Sur, O Globo, Folha de S.Paulo, Jornal do Commercio, Tribuna do Norte, etc.).

## Obras
Poesias
- O homem só e outros poemas (1993)
- Canudos: poema dos quinhentos (1999)
- Nóstos (2002)
- Poeta em Londres (2005)
- De mãos dadas aos caboclos (2008)
- Ofício de sapateiro (2011)

Ficção
- Honorato, o Bom-Deveras (1998)
- Nova mitologia greco-latina (2014)

Ensaios
- A ilha Baratária e a ilha Brasil (1996)
- O pai, o exílio e o reino: a poesia armorial de Ariano Suassuna (1999)
- O Circo da Onça Malhada: iniciação à obra de Ariano Suassuna (2000)
- O quinto naipe do baralho (2002)
- Vida de Quaderna e Simão (2003)
- Movimento Armorial: regional e universal (2007)
- Ariano Suassuna: vida e obra em almanaque (2013) - [em CD-ROM]